# Wohnturm Eisersdorf

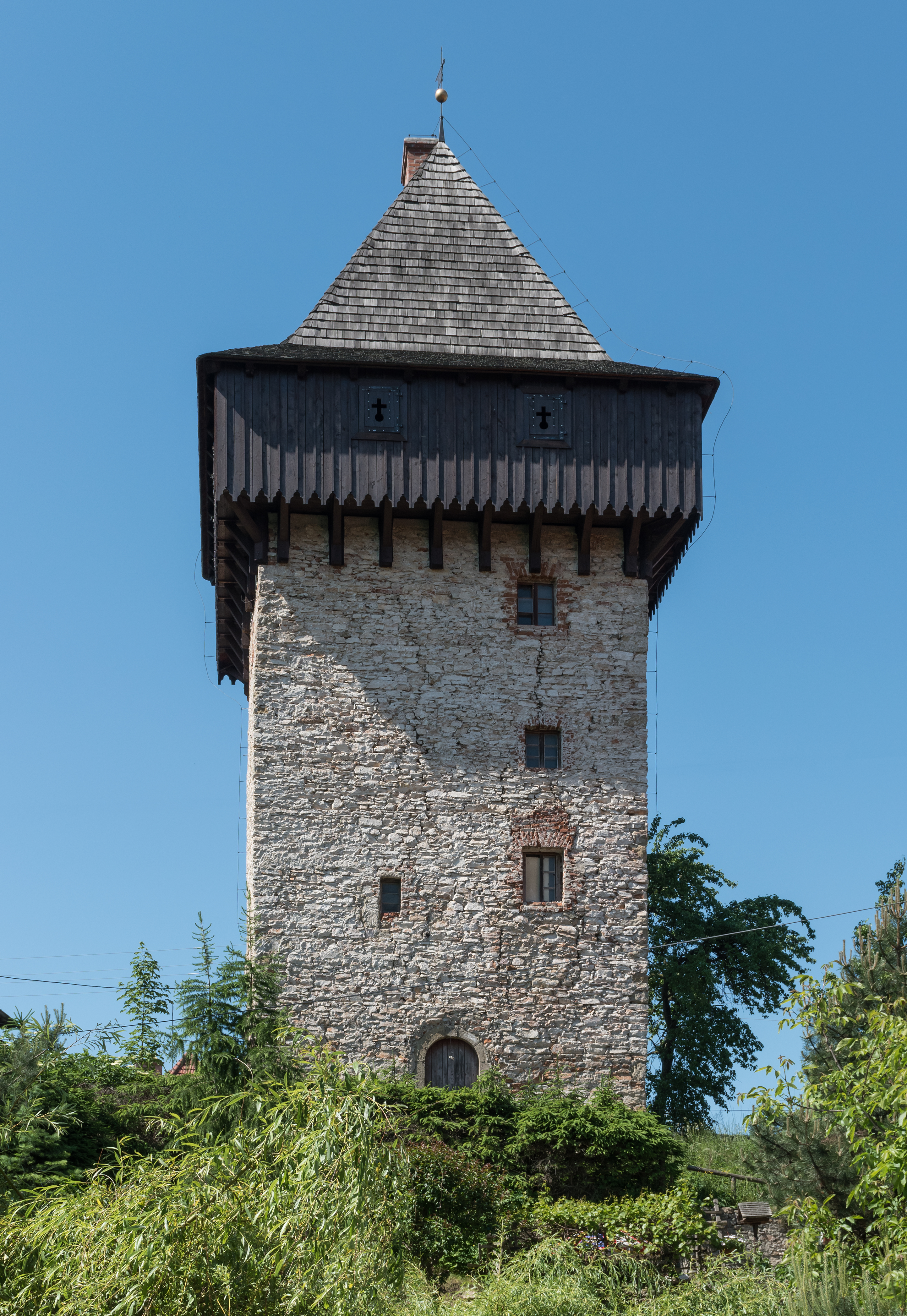
Wohnturm Eisersdorf

Der Wohnturm Eisersdorf (polnisch Wieża mieszkalna w Żelaźnie) ist ein mittelalterlicher Wohnturm in Żelazno (deutsch Eisersdorf) im Powiat Kłodzki (Kreis Glatz) in der Woiwodschaft Niederschlesien in Polen. Historisch gehörte Eisersdorf zur Grafschaft Glatz. Der Wohnturm liegt östlich der Pfarrkirche.

## Geschichte
Das Gebäude wurde Ende des 14. Jahrhunderts als Wehrturm errichtet und gehörte damals zum Eisersdorfer Freirichtergut. Vom obersten Stockwerk konnten Feuerzeichen zum Hummelschloss und zur Burg Karpenstein gegeben werden. 1689 wurde das Eingangsportal barockisiert, ein weiterer Umbau erfolgte im Jahr 1727. 1966 wurde der Bau restauriert.
Der Turm aus Bruchsteinmauerwerk hat einen rechteckigen Grundriss. In den Fassadenwänden befinden sich Schießscharten und Reste eines Aborterkers. Das Satteldach ist mit Schindeln gedeckt. Heute ist der Turm mit einem auf Hängeböcken auskragenden Fachwerkaufsatz und einem pyramidalen Knickhelm rekonstruiert.